# Copán
Copán bylo po městech Dzibilchaltún a Tikal třetím největším městem v klasickém období mayské civilizace. Nachází se na břehu stejnojmenné řeky Copán ve stejnojmenném departementu Copán v severozápadním Hondurasu v nížinaté oblasti. Těsně po roku 800 zde žilo přibližně 18 000–12 000 lidí.
Copán byl střediskem vědy, především astronomie a matematiky. Copánští astronomové vypočítali nejpřesněji ze všech Mayů délku slunečního roku, objevili novou metodu výpočtu lunárních měsíců. Copán je jedna z nejdéle a nejpodrobněji prozkoumaných mayských lokalit.

## Charakteristika
Město se skládá z hlavní skupiny budov (0,22 km²) a asi 16 přidružených podskupin budov (některé jsou vzdáleny až 26 km od centrální části.
Hlavní skupina zahrnuje:
- Akropoli : komplex pyramid, chrámů a teras obsahuje např.:
  - Chrám z roku 756, ke kterému vede známé 11 m široké tzv. Hieroglyfické schodiště (všech 63 zachovalých schodů je vyzdobeno 1260 hieroglyfickými symboly. Je to jeden z nejdelších zachovaných mayských písemných dokumentů. Popisuje dějiny Copánu od roku 426 do 738.)
  - Chrám z roku 771, který je zasvěcen planetě Venuši
  - Chrám z roku 756, jehož povrch je zdoben vlysy reliéfů lidských postav a mytologických postav

- 5 přilehlých nádvoří:
  - Hlavní dvůr
  - Střední dvůr
  - Dvůr Hieroglyfického schodiště
  - Východní nádvoří
  - Západní nádvoří